# Lennea
Genre
Lennea est un genre de plantes à fleurs dicotylédones de la famille des Fabaceae, sous-famille des Faboideae, originaire d'Amérique centrale et du Mexique, qui comprend trois espèces acceptées.

## Liste d'espèces
Selon The Plant List (1 novembre 2018) :
- Lennea melanocarpa (Schltdl.) Harms
- Lennea modesta (Standl. & Steyerm.) Standl. & Steyerm.
- Lennea viridiflora Seem.